# Sphagnum pseudoserratum
Sphagnum pseudoserratum là một loài rêu trong họ Sphagnaceae. Loài này được Roll mô tả khoa học đầu tiên năm 1911.
Danh pháp khoa học của loài này chưa được làm sáng tỏ. 